# Верейський Георгій Семенович
Гео́ргій Семе́нович Вере́йський (нар. 18 (30) липня 1886, Проскурів (нині м. Хмельницький) — 19 грудня 1962, Ленінград) — український та російський графік, рисувальник, літограф, офортист. Народний художник РРФСР (1962). Дійсний член Академії мистецтв СРСР (1949).

## Життєпис
Верейський Георгій Семенович народився 30 липня 1886 року у Проскурові (нині місто Хмельницький), там же й пройшли його дитячі роки. Родина Верейських належала до містечкової інтелігенції. Батько, Семен Петрович, був титулярним радником, мав університетську освіту, захоплювався природничими науками, знав кілька іноземних мов. Мати, Катерина Дем'янівна, прищеплювала любов дітей до мистецтва. Сестра, Неоніла Семенівна - згодом стала заслуженою артисткою РРФСР.
1895 р. родина переїхала до Харкова, де Георгій Семенович отримав художню освіту (1901—1905 рр) у студії Єгора Шрейдера в Харкові. Того ж року він вступає на юридичний факультет Харківського університету.
1912 року закінчив Петербурзький університет.
У 1918—1930 роках працював у відділенні гравюр Ермітажу.
Нагороджено орденом Трудового Червоного Прапора та медалями.
Дружина Георгія Семеновича — Олена Миколаївна Верейська (донька історика Миколи Івановича Кареєва) — була дитячою письменницею. Їх син — Орест Верейський — також став відомим графіком.

## Творчість
Майстер графічного портрету (літографія, офорт, малюнок). Лауреат Сталінської премії (1946) за портрети радянських державних діячів, льотчиків, робітників, діячів культури.
Створив низку пейзажних і жанрових творів.
Видав альбомами серії літографій:
- «Портрети російських художників» (1922 і 1927);
- «Наші сучасники. Російські письменники» (1927 і 1929);
- «Село» (1924).

У Хмельницькому художньому музеї діяла (2001—2014 рр.) постійна експозиція творів художника.